# Landskrona
Pour les articles homonymes, voir Landskron (homonymie).
Landskrona (Landscrone en français) est une ville de Suède, chef-lieu de la commune de Landskrona dans le comté de Scanie. 30 499 personnes y vivent.

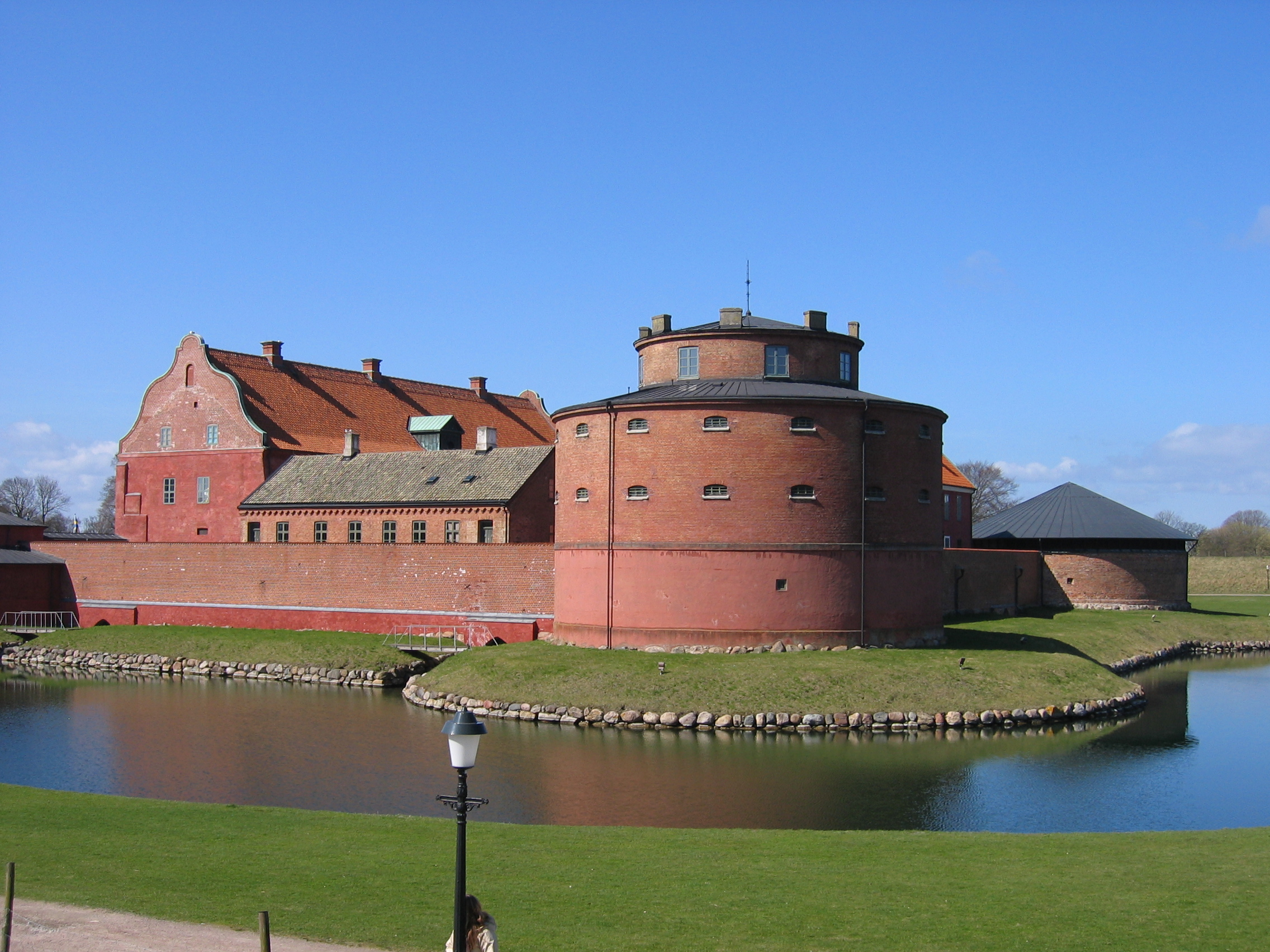
La Citadelle à Landskrona

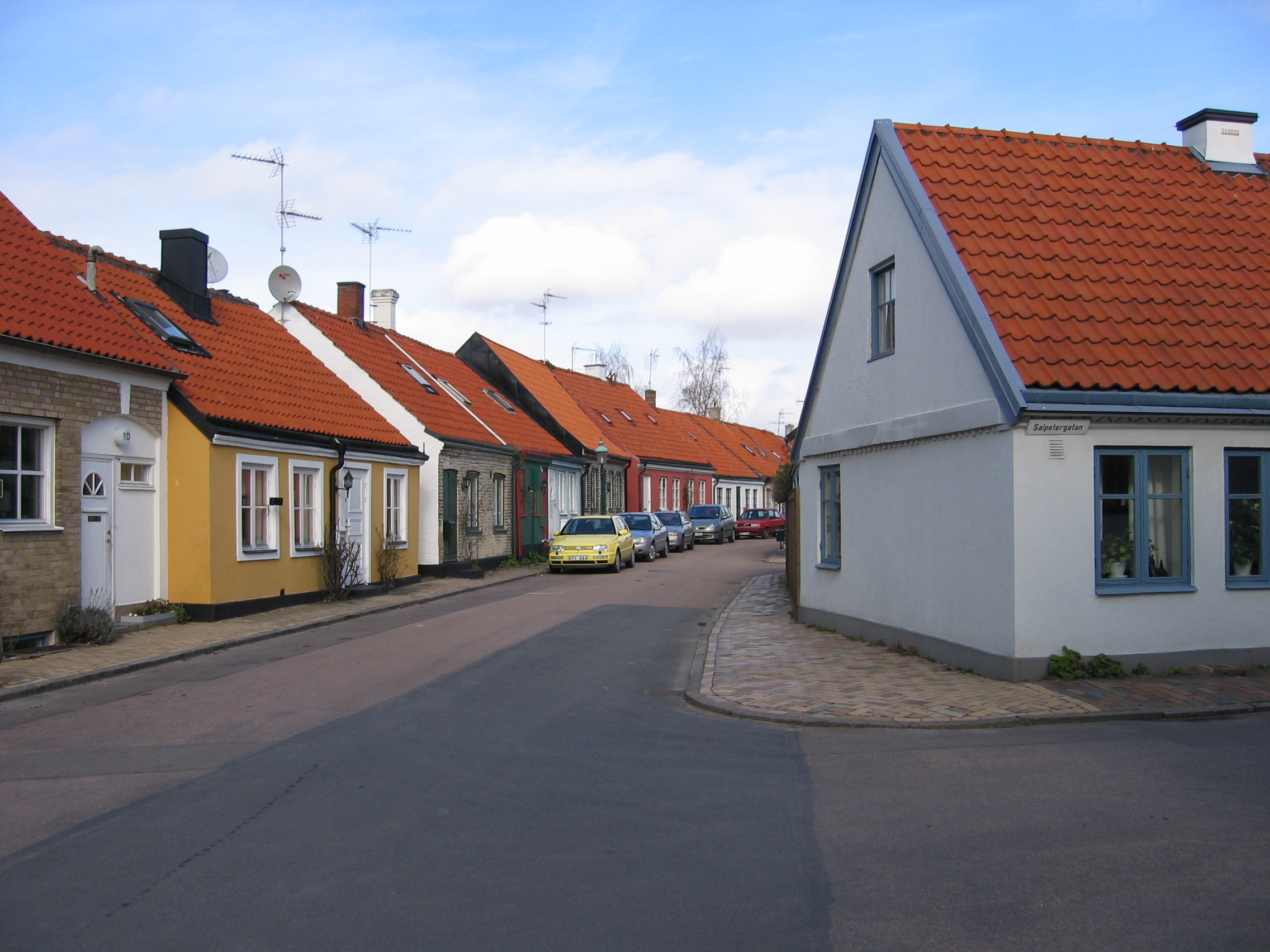
Quartier à Landskrona (Kvarntorget)

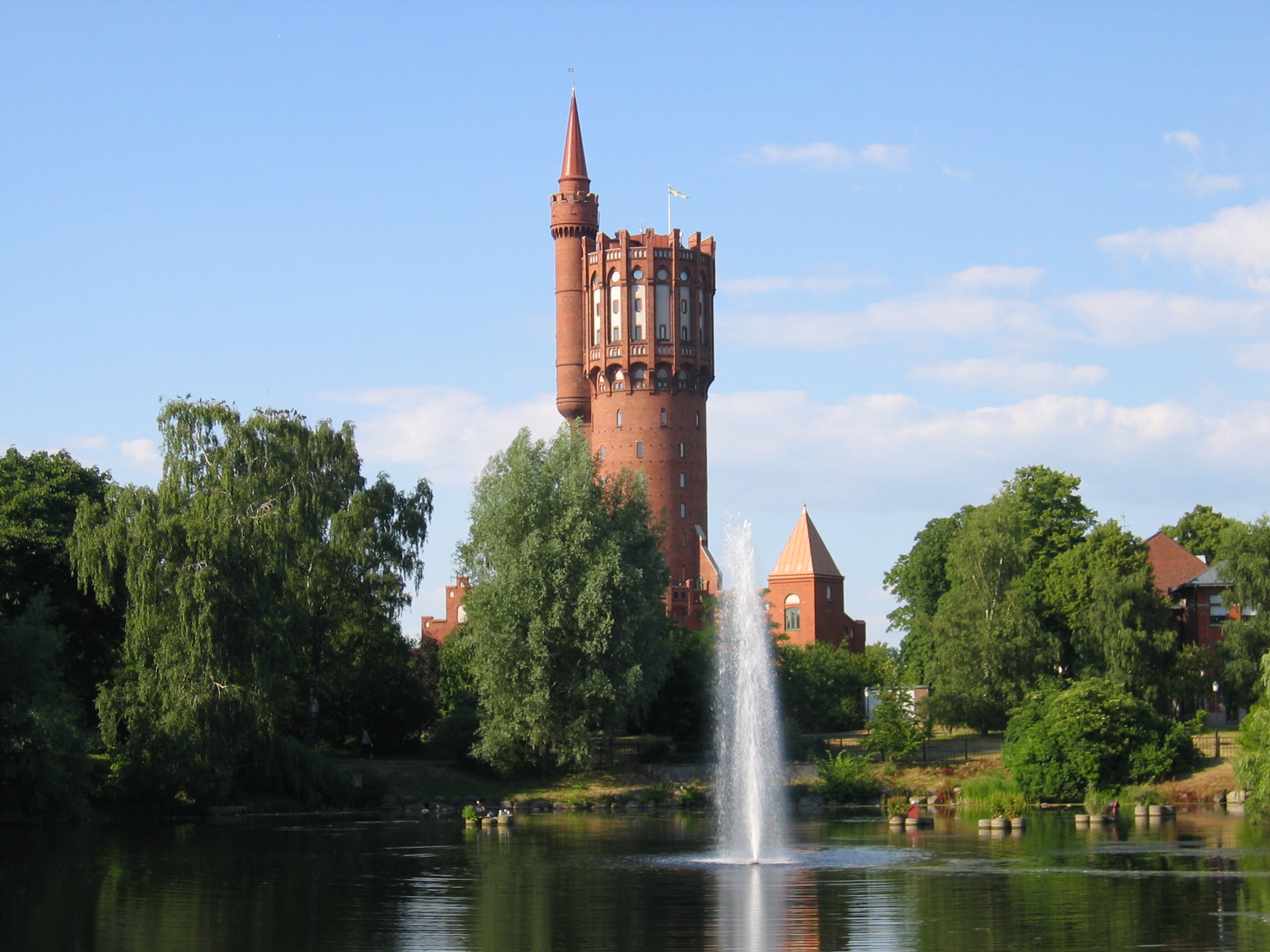
Landskrona est célèbre pour ses parcs et beaux bâtiments. L'image montre le lac de saint Olof et le vieux château d'eau

## Histoire
Le nom de ce lieu a été attribué par Éric de Poméranie en 1413. Le nom Landskrona dévoilait les intentions de Éric de Poméranie[En quoi ?]. En effet, celui-ci souhaitait faire de cette nouvelle ville la future capitale de l'union de Kalmar composée de provinces unies depuis 1389. En 1416, Éric de Poméranie abandonne ses projets, et s'installe à Copenhague.
C'est aussi le lieu où Carl Fredrik Reuterswärd ,auteur,entre autres de la sculpture Non-violence,mourra le 3 mai 2016.

## Tourisme
Landskrona abrite plusieurs monuments, dont la citadelle de Landskrona, le musée de Landskrona, avec des expositions d'œuvres artisanales locales, ainsi que la première usine d'avions de Suède.

## Industrie et environnement
Landskrona fait partie de villes estimées par un cercle de protecteurs de nature et d'experts en environnement des villes exemplaires quant aux entreprises ne nuisant pas à l'environnement[pas clair]. Par ailleurs, à ce sujet, la fondation TEM (Technology Environment Management) de l'université de Lund a donné une impulsion déterminante[En quoi ?] à Landskrona concernant l'amélioration des techniques environnementales utilisées dans la ville.

## Transports
Le trolleybus de Landskrona dessert la ville. Il est l'unique réseau de trolleybus en Suède.

## Personnalités
- Agnes Hildegard Sjöberg (1888-1964), vétérinaire finlandaise, y a vécu.
- Maj Sjöwall (1935-2020), écrivaine suédoise, y est morte.